# Marco Esposito
Marco Esposito (* 8. Februar 1980 in Massafra) ist ein ehemaliger italienischer Fußballspieler.

## Karriere
Esposito begann seine Karriere in der Jugendmannschaft des AC Mailand, wo er 1996 in den Kader der ersten Mannschaft geholt wurde. Nachdem der Innenverteidiger auf keinen Einsatz gekommen war, wechselte er zur Calcio Monza, wo er ebenfalls nicht eingesetzt wurde. Danach wechselte er in die Serie D zur AC Meda 1913, wo er im ersten Jahr den Aufstieg in die Serie C2 feiern konnte. Nach einem weiteren Jahr bei Meda wechselte er 2000 zur AS Cittadella, mit welchen er 2001/02 aus der Serie B abstieg. Nach einem weiteren Jahr mit dem abgestiegenen Verein erhielt Esposito einen Vertrag beim Serie-A-Klub AC Ancona angeboten.
Sein Debüt in der höchsten italienischen Spielklasse gab der Innenverteidiger am 23. November 2003 gegen Brescia Calcio, als er durchspielte. Das Spiel endete 1:1. Esposito kam in dieser Saison, in der Ancona auf Platz 18 landete und damit als Letzter abstieg, auf weitere elf Einsätze. Danach wechselte er für eine Frühjahrssaison zur Chievo Verona, blieb aber ohne Einsatz. Im Frühjahr 2005 war er bei der US Triestina aktiv, ehe er im Sommer 2005 zur AS Bari wechselte, dem er bis 2009 treu blieb. In der Saison 2008/09 konnte der Aufstieg in die Serie A gefeiert werden. Esposito blieb jedoch in der Serie B und wechselte zur AC Mantova, wo er auf sieben Einsätze kam.
Ab Sommer 2010 stand der Italiener beim bulgarischen Erstligisten ZSKA Sofia unter Vertrag. Dort kam er nur dreimal zum Einsatz und verließ den Klub Anfang 2011 wieder. Er heuerte bei Portogruaro Calcio in der Serie B an. Mit seinem neuen Team musste er am Ende der Saison 2010/11 absteigen. Anschließend wechselte er zum AC Pisa in die Lega Pro. Er kam zweimal für den Klub zum Einsatz.
Im Sommer 2012 verließ er Pisa wieder. Kurz darauf wurde bekannt, dass Esposito für drei Monate und zehn Tage gesperrt wird, da er während seiner Zeit beim AS Bari in Spielmanipulationen verwickelt war. Anschließend beendete er seine Laufbahn.

## Erfolge
- Aufstieg in die Serie C2 1999
- Aufstieg in die Serie A 2009